# 中国国家乒乓球队

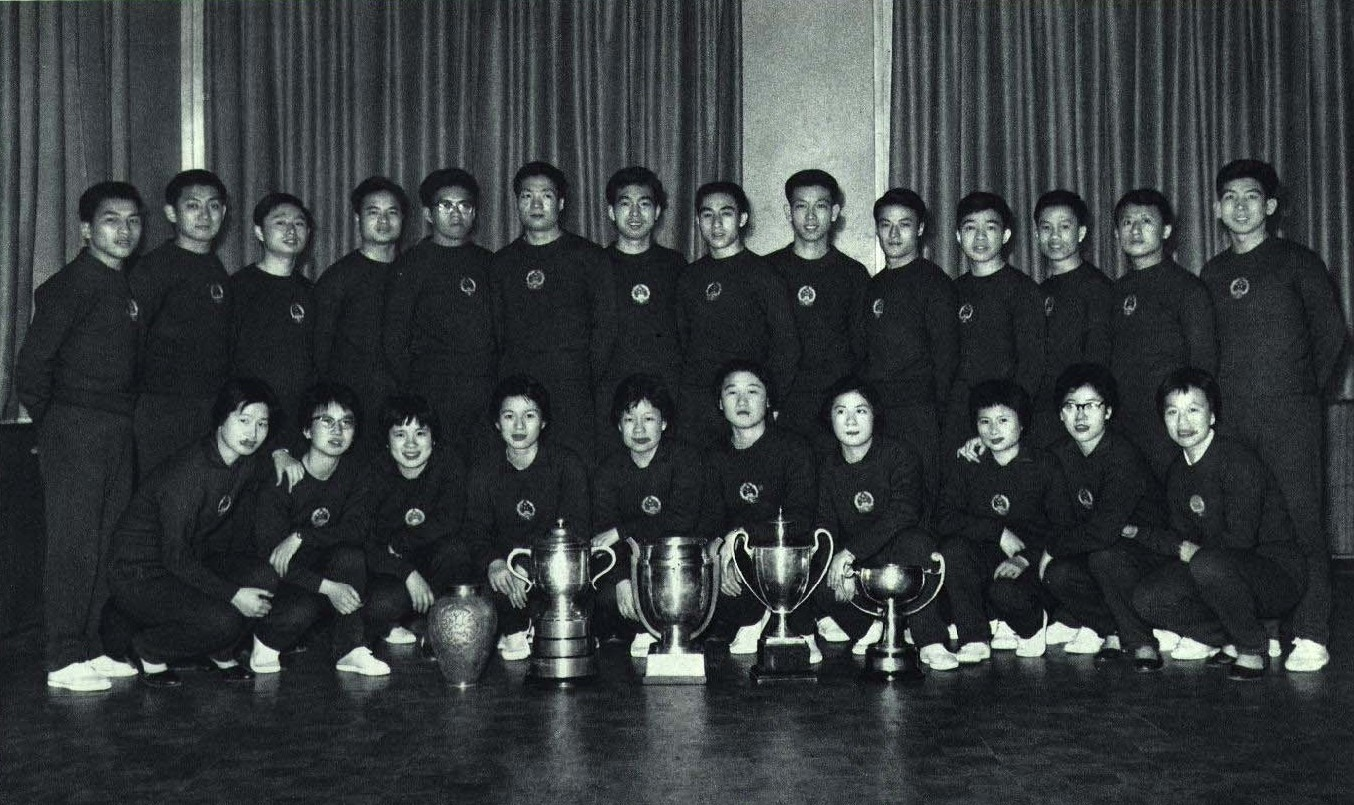
1965年参加完第28届世乒赛后的中国乒乓球队全体队员合影

中国国家乒乓球队，在中國大陸简称“国乒”，为代表中华人民共和国參加乒乓球国际间团体比賽的专业体育队伍，由中国乒乓球协会管理，组建于1952年，分为男女两支队伍。
中国国家乒乓球队是历史上最成功的乒乓球队，被称为乒乓球领域的“夢之队”，其夺得冠军的次数位居所有体育国家队之最。中华人民共和国历史上第一个男女子世界冠军皆出自乒乓球队（容国团于第25届世乒赛夺得的男单冠军，邱钟惠于第26届世乒赛夺得的女单冠军）。同时，中国国家乒乓球队还是中美著名的外交事件“乒乓外交”的主要参与者，留下了“小球推动大球”的佳话。
中国国家乒乓球队的成功，也造就了相当一部分退役或退出球员归化入籍其他国家的乒乓球队继续效力，同样也代表其队伍取得优异的成绩。

## 历任总教练
- 中国国家乒乓球队自1971年起设立总教练一职，多由男队主教练兼任，但曾出现该职位空缺的情况[2]。最近一次空缺出现在2017年6月20日，当时的中国乒乓球协会取消了国家队总教练和主教练岗位，并引发了“刘国梁事件”[3]，直到五年半以后的2022年底才恢复设立总教练职务[4]。

|   | 姓名   | 任期          |
| - | ------ | ------------- |
| 1 | 徐寅生 | 1971 - 1975年 |
| 2 | 李富荣 | 1975 - 1983年 |
| 3 | 许绍发 | 1983 - 1989年 |
| 4 | 蔡振华 | 1997 - 2005年 |
| 5 | 刘国梁 | 2013 - 2017年 |
| 6 | 李隼   | 2022年 -      |

## 队伍概况

### 男子

#### 历任主教练
|    | 姓名   | 任期                        |
| -- | ------ | --------------------------- |
| 1  | 梁焯辉 | 1952 - 1958年               |
| 2  | 傅其芳 | 1958 - 1965年               |
| 3  | 徐寅生 | 1970 - 1975年               |
| 4  | 李富荣 | 1975 - 1983年               |
| 5  | 许绍发 | 1983 - 1989年               |
| 6  | 郗恩庭 | 1989 - 1991年               |
| 7  | 蔡振华 | 1991 - 2001年               |
| 8  | 尹霄   | 2001 - 2003年               |
| 9  | 刘国梁 | 2003 - 2017年               |
| 10 | 秦志戬 | 2017 - 2018年 2019 - 2022年 |
| 11 | 劉國正 | 2018 - 2019年               |
| 12 | 王皓   | 2022年 -                    |

#### 球队历史

##### 从起步到辉煌（1953年—1965年）

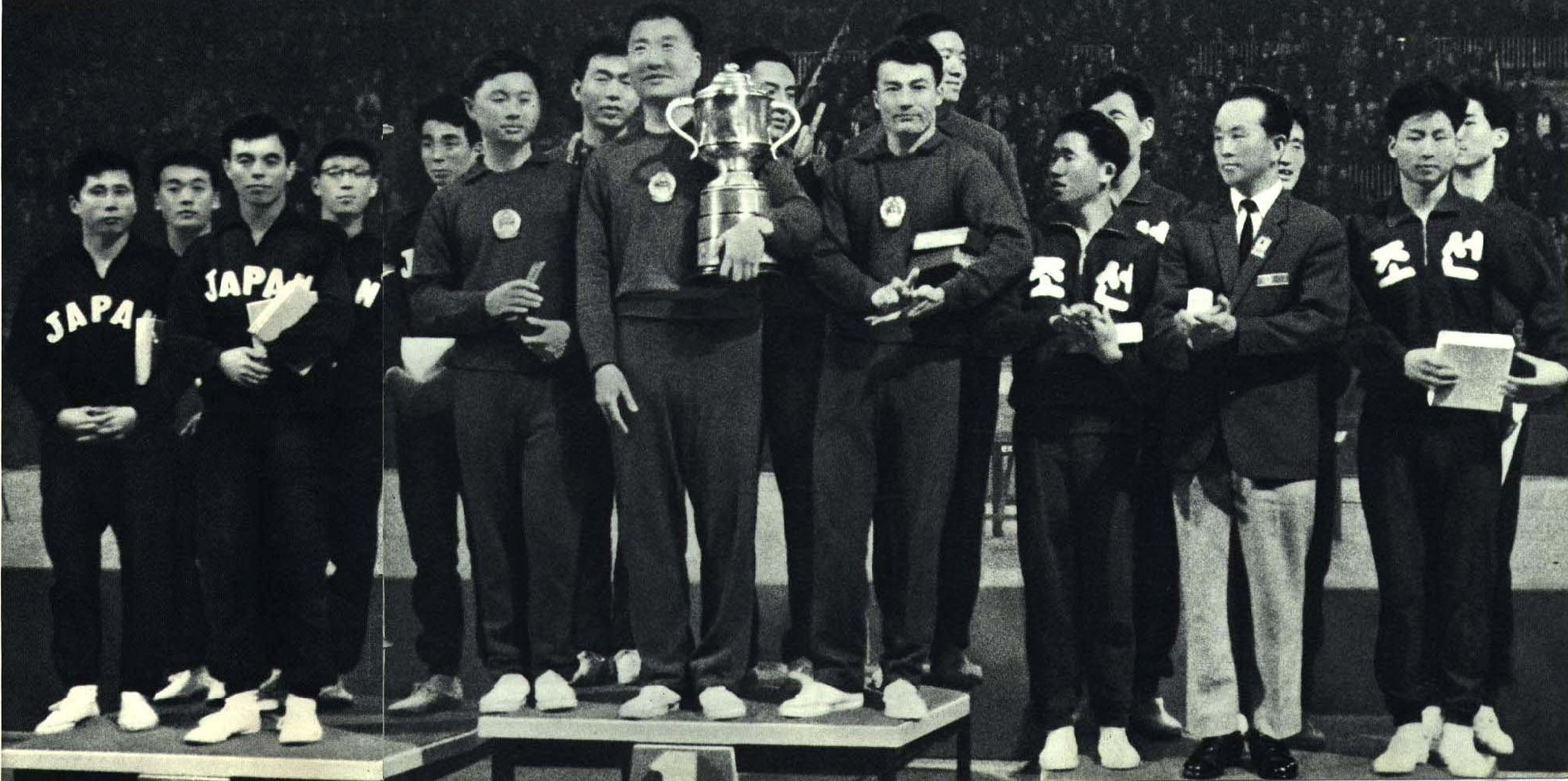
1965年中国男团获得世乒赛冠军，亚军日本、季军朝鲜

早期的中国男队以从香港返回内地的傅其芳、姜永宁等华侨为核心，在1953年首次亮相国际赛场，参加了第20届世乒赛，取得男团第十名。此后几届世乒赛，中国男队逐渐进步，于第23、24和25届世乒赛皆取得男团第三名。随着前香港队名将容国团的加入，以及徐寅生、李富荣和庄则栋等好手的日趋成熟，中国男队自1960年代开始，成为了一支世界级劲旅。1959年第25届世乒赛，容国团在男单决赛中击败匈牙利选手西多，成为首位夺得世界冠军的中华人民共和国运动员。1961年，第26届世乒赛被安排在北京举办，由容国团、王传耀、徐寅生、庄则栋、李富荣组成的中国男队，于男团决赛中5：3击败曾长期称霸世界乒坛的日本男队，首次夺得斯韦思林杯。从本届世乒赛开始，绰号“小老虎”的庄则栋成为了中国男队的旗帜。他在第26届、第27届和第28届世乒赛上，实现了男单三连冠，成为第一位获得圣勃莱德杯复制品的中国选手。1965年第28届世乒赛，庄则栋一人包揽男团、男单、男双三项冠军。

##### 欧亚对抗（1971年—1981年）
1966年后，中国国内“文化大革命”爆发。受这场动乱影响，中国男乒缺席了两届世乒赛，直到1971年才重返世乒赛舞台。此时的世界乒坛与六年前相比发生了很大变化。欧洲球队的弧圈球技术日渐成熟，给中国传统的直板快攻打法带来巨大冲击，瑞典、匈牙利等队逐渐成为中国男队的有力挑战者。而中国男队在昔日名将徐寅生带领下，依靠庄则栋、李富荣等老将，以及梁戈亮、郗恩庭、许绍发等新人的出色发挥，维持了昔日作为世界劲旅的水平。国际乒坛从此形成了“欧亚对抗”的格局。
1979年第35届世乒赛，中国男队遭遇滑铁卢，男团决赛负于阔别冠军已有27年的匈牙利队，男单冠军也被日本选手夺得。只有梁戈亮在混双比赛中，与葛新爱配合获得冠军。两年后的第36届世乒赛，时任中国男队主教练李富荣，启用了谢赛克、蔡振华、施之皓等新人，此举最终收到了奇效。由新人挑起大梁的中国男队，于男团决赛成功复仇，以5：2击败匈牙利队，重新夺回斯韦思林杯。而本届比赛中，中国男队与女队首次包揽世乒赛七项冠军，迎来了历史上的第一个黄金时期。

##### 中瑞对抗（1983年—2000年）
随着日本队于1980年代彻底没落，中国男队成为了亚洲球队的代表。而瑞典男队也取代了日渐老化的匈牙利队，与中国男队拉开了长达二十年的争霸序幕。在许绍发执掌中国男队教鞭后，中国队的直板快攻技术发展到了顶峰。郭跃华、江嘉良两代以直板快攻技术著称的名将，连续四届将男单冠军收入囊中。而中国男队也连续在第37、38和39届三届世乒赛的男团决赛中挫败瑞典队。然而，第40届世乒赛成为两队实力对比发生扭转的分水岭。以瓦尔德内尔、佩尔森和林德等人为核心的瑞典男队，在男团决赛中5：0横扫中国男队。随后的单项比赛中，中国男队颗粒无收，连混双冠军也未能获得。本届比赛后，中国男队进入了长达六年的低谷期。由于江嘉良、陈龙灿等一批老将先后退役，中国男队一度陷入无人可用的境地，全队仅有马文革一人能与欧洲选手抗衡。1991年第41届世乒赛，中国男队于男团八强战中负于捷克斯洛伐克队，其后又在排位赛中负于朝韩联队，仅在最后一战击败日本队，获得第七名，创下了自容国团于1959年夺冠以来男团最差战绩。这次惨痛失利导致主教练郗恩庭引咎辞职，由从意大利归来的蔡振华接替其位置。
蔡振华上任以后，决定将战略重点放在双打项目上。1992年巴塞罗那奥运会，王涛/吕林在男双比赛艰难战胜德国选手夺冠，次年又在第42届世乒赛上夺冠。另一方面，蔡振华大力推进对横板选手的培养，以及对直板技术的革新，同时着重培养年轻选手，为中国男队在日后的复兴奠定了基础。
1995年，第43届世乒赛在中国天津举行。蔡振华所率领的中国男队，于男团决赛再遇瑞典队。蔡振华让人出乎意料地在第三场派上削球手丁松，对阵瑞典第三单打卡尔松，从而成功地拿下关键的一分。最终，中国男队以3：2战胜瑞典队，夺回了阔别六年的斯韦思林杯，成功地走出了低谷。本届比赛也被中国球迷誉为中国男乒的“翻身仗”。单项比赛中，携重夺男团冠军的余威，中国选手包揽了男单前四名，以及摘得了男双、混双冠军，历史上第二次与女队一同包揽世乒赛七个单项冠军。随后的1996年亚特兰大奥运会，中国男队同样包揽了男单和男双两个单项的冠亚军。1999年，刘国梁夺得第45届世乒赛男单冠军，同时成就了个人“大满贯”，成为第一位囊括乒乓球三大赛（奥运会、世乒赛、世界杯）男单冠军的中国男子选手。由于瑞典队人员的老化和后备力量的青黄不接，中瑞对抗也走到了尽头。虽然瑞典队在2000年爆冷击败中国队，重夺男团冠军，但在2000年悉尼奥运会的男单决赛上，中国的孔令辉3：2力克瓦尔德内尔，标志着两队长达二十年的争霸战就此结束。孔令辉也凭借此战的胜利，成为第二位实现“大满贯”的中国选手。

##### 乒坛霸主（2000年—）
2000年后，世界乒坛进入“大球时代”。由于主要对手瑞典队的没落，以及后备力量的雄厚，中国男队正式确立了在世界乒坛的霸主地位。从2000年至2010年的十年间，中国男队仅让2003年第47届世乒赛男单冠军和2004年雅典奥运会男单冠军旁落，团体比赛更是从未落败。马琳、王皓和王励勤在刘国梁、孔令辉相继退役后，成为了中国男队在21世纪前十年的中坚力量。马琳和王励勤两人曾轮流占据男单世界排名第一位长达70个月。因此，该时期被球迷称为“马王时代”。2008年北京奥运会，马琳、王皓和王励勤三人先合力夺得男团冠军，后在单打比赛中包揽了前三名，创下了奥运会纪录。此后，随着马琳状态下滑，王励勤逐渐淡出，中国男队的主力阵容在2010年后更新换代，马龙、张继科和许昕等新人开始崭露头角。2011年至2012年间，张继科在16个月内接连取得三大赛的男单冠军，创下了实现这一目标的最快纪录。

### 女子

#### 历任主教练
|    | 姓名   | 任期                        |
| -- | ------ | --------------------------- |
| 1  | 容国团 | 1963 - 1965年               |
| 2  | 王志良 | 1969 - 1971年               |
| 3  | 林慧卿 | 1971 - 1975年               |
| 4  | 张燮林 | 1975 - 1995年               |
| 5  | 陆元盛 | 1995 - 2000年 2003 - 2005年 |
| 6  | 李晓东 | 2000 - 2003年               |
| 7  | 施之皓 | 2005 - 2012年               |
| 8  | 孔令辉 | 2013 - 2017年               |
| 9  | 李隼   | 2017 - 2022年               |
| 10 | 马琳   | 2022年 -                    |

#### 球队历史

##### 摸索期（1953年—1965年）
中国女队于1953年首次参加世乒赛，获得乙级队第三名。在缺席了第21届、第22届两届世乒赛后，中国女队于第23届世乒赛获第6名。第25届和第26届世乒赛，中国女队连续两届取得第三名，逐渐成长为能与日本、罗马尼亚等世界强队抗衡的劲旅。1961年第27届世乒赛，借助主场之利的中国女队首次打入女团决赛，但惜败于日本队。而队中的邱钟惠则在女单比赛中发挥神勇，于决赛中击败匈牙利的高基安，首次为中国女队夺得冠军，这亦是中华人民共和国历史上第一个女子世界冠军。两年后的第28届世乒赛，中国女队再次向冠军发起冲击，但在半决赛败于罗马尼亚队，又一次铩羽而归。容国团就任女队主教练后，他大胆启用新人，在第29届世乒赛中派上梁丽珍、李赫男、郑敏之和林慧卿四名年轻选手，最终在女团决赛3：0战胜日本队，历史上首夺考比伦杯。

##### 独霸乒坛（1971年—1989年）
受文革影响，中国女队自1966年后便与国际赛场隔绝，直到1971年才宣告重返。此时的女子乒坛，欧洲队全线没落，日本、韩国和朝鲜等亚洲队伍成为了中国队在此后20年间的主要对手。1971年第31届世乒赛，重返国际赛场的中国女队于女团决赛中不敌日本队，但队中的林慧卿成为该届比赛的最大亮点，她一人夺得女单、女双和混双冠军三项冠军。从第33届到第40届世乒赛，中国女队从未让女团冠军旁落，实现了女团冠军的八连冠，创造了连续夺冠次数最多的纪录。从1971年到1989年，世乒赛的女单冠军，除了第33届和第34届由朝鲜选手朴英顺夺得外，其余全部被中国选手所获得。中国女队凭借这一时期的辉煌成绩，一举确立其乒坛霸主的地位。

##### 邓亚萍时代（1991年—1997年）
1980年代后期，中国女队在巩固其霸主地位的同时，也遭遇到一系列的挑战。1991年第41届世乒赛，乔红、邓亚萍、高军和陈子荷领衔的中国女队于女团决赛爆冷负于朝韩联队，无缘九连冠。此后几年，朝鲜队和韩国队成为中国女队的头号强敌，它们的玄静和、洪次玉、李粉姬、俞顺福皆给中国选手带来极大麻烦。
从本届世乒赛开始，中国女队进入了“邓亚萍时代”。自进入国家队以来，邓亚萍为中国女队夺得两个奥运会单打和双打冠军，三个世乒赛单打和双打冠军，以及一个世界杯女单冠军和一个女双冠军。1996年，邓亚萍成为第一位囊括乒乓球三大赛女单冠军的运动员，职业生涯的18个世界冠军头衔，让其被誉为“乒坛女皇”。

##### 王楠时代（1997年—2003年）
从1990年代中期开始，由于朝鲜半岛的主要对手相继退役，中国女队的主要对手转变为“海外兵团”选手。“海外兵团”指早期在中国国内体制下接受训练，后来透过更改国籍等方式，为世界上其它国家或地区效力的选手。较有名气的有小山智丽、陈静、井浚泓、李佳薇等人，虽然她们无法对整体实力雄厚的中国女队造成巨大威胁，但也不时给中国选手带来麻烦。第42届世乒赛，井浚泓和施婕淘汰了邓亚萍和乔红，使中国女队罕见地失去了世乒赛女单冠军。1996年亚特兰大奥运会，陈静代表中华台北，于半决赛横扫乔红杀入女单决赛，获得亚军，1999年第45届世乒赛上陈静意外输给削球手成红霞，止步八强。两年后，她再次杀入奥运会女单半决赛，获得铜牌，成为最具传奇色彩的海外兵团选手。
1997年，邓亚萍于第44届世乒赛后退役，其后的中国女队由王楠接过领袖的大旗。从第45届世乒赛开始，王楠基本包揽了所有重要国际大赛的女单冠军，成为继邓亚萍之后的又一位“乒坛女皇”。直到2002年釜山亚运会，由于赛制的改革及自身状态不佳，王楠领衔的中国女队负于黑马朝鲜队，一度让其饱受指责。然而一年后的第47届世乒赛，王楠不仅实现了女单“三连冠”，还和马琳合作夺得混双冠军，完成了囊括三大赛所有比赛冠军的“全满贯”。

##### 张怡宁时代（2004年—2009年）
2004年雅典奥运会成为王楠职业生涯的分水岭，她在女单比赛中负于新加坡选手李佳薇，止步八强。而本届赛事成为另一位“乒坛女皇”－张怡宁称霸女子乒坛的起点。她在本届比赛中顶着压力夺得女单金牌，另外还与王楠合作夺得女双金牌，成为奥运会历史上第三位乒乓球女子“双冠王”。其后，张怡宁步入了职业生涯的巅峰期。她于2005年连夺女子世界杯和世乒赛女单冠军，正式确立其在女队的核心地位。虽然张怡宁于2006年至2007年间，风头一度被郭跃、李晓霞等新人盖过，但仍在2008年顺利取得北京奥运会参赛资格，并且连获女团和女单两项冠军。2009年张怡宁再度问鼎世乒赛女单冠军，取得了职业生涯第19个世界冠军头衔，超越了拥有18个的邓亚萍，仅次于拥有24个的王楠，位列历史第二位。

##### 女子技术男性化时代（2009年—）
随着王楠、张怡宁先后退役和淡出，中国女队进入由郭跃、李晓霞、郭焱等中生代球员，及丁宁、刘诗雯等九十后新人争相斗艳的时代。但是，缺少绝对核心的中国女队，却在2010年第50届世乒赛女团决赛中付出了沉重代价，她们以1：3败于新加坡队，近20年间首次遭遇团体赛失利。尽管如此，女队教练施之皓仍旧坚持女队技术男性化的发展方针，加强对女子选手力量及前三板威力上的训练。中国女队于2011年第51届世乒赛中一扫一年前的阴霾，再度包揽所有单项的冠军。曾经历过惨败的新人也表现不俗，丁宁在一年间连夺世乒赛和世界杯女单冠军。2012年年初的世乒赛团体赛，中国女队成功复仇，于决赛中击败新加坡队，重夺考比伦杯。同年的伦敦奥运会，中国女队又一次包揽两项冠军。李晓霞还夺得了女单冠军，成为第四位奥运会女子乒乓球“双冠王”。2013年，李晓霞于第52届世乒赛女单决赛中击败刘诗雯，成为继邓亚萍、王楠和张怡宁之后，第四位实现乒乓球“大满贯”的女子运动员。2016年，丁寧於2016年夏季奧林匹克運動會桌球比賽女单决赛中击败李晓霞，成為第五位实现乒乓球“大满贯”的女子运动员。

## 奥运会奖牌一览
| 年份   | 運動員               | 比賽項目 | 獎牌 |
| ------ | -------------------- | -------- | ---- |
| 1988年 | 陈龙灿，韦晴光       | 男子双打 | 金牌 |
| 1988年 | 陳靜                 | 女子单打 | 金牌 |
| 1988年 | 陳靜，焦志敏         | 女子双打 | 銀牌 |
| 1988年 | 李惠芬               | 女子单打 | 銀牌 |
| 1988年 | 焦志敏               | 女子单打 | 銅牌 |
| 1992年 | 邓亚萍，乔红         | 女子双打 | 金牌 |
| 1992年 | 王涛，吕林           | 男子双打 | 金牌 |
| 1992年 | 邓亚萍               | 女子单打 | 金牌 |
| 1992年 | 陈子荷，高军         | 女子双打 | 銀牌 |
| 1992年 | 乔红                 | 女子单打 | 銀牌 |
| 1992年 | 马文革               | 男子单打 | 銅牌 |
| 1996年 | 邓亚萍，乔红         | 女子双打 | 金牌 |
| 1996年 | 孔令輝，劉國梁       | 男子双打 | 金牌 |
| 1996年 | 邓亚萍               | 女子单打 | 金牌 |
| 1996年 | 劉國梁               | 男子单打 | 金牌 |
| 1996年 | 刘伟，乔云萍         | 女子双打 | 銀牌 |
| 1996年 | 吕林，王涛           | 男子双打 | 銀牌 |
| 1996年 | 乔红                 | 女子单打 | 銅牌 |
| 1996年 | 王涛                 | 男子單打 | 銀牌 |
| 2000年 | 李菊，王楠           | 女子双打 | 金牌 |
| 2000年 | 王励勤，阎森         | 男子双打 | 金牌 |
| 2000年 | 王楠                 | 女子单打 | 金牌 |
| 2000年 | 孔令輝               | 男子单打 | 金牌 |
| 2000年 | 孙晋，杨影           | 女子双打 | 銀牌 |
| 2000年 | 孔令輝，劉國梁       | 男子双打 | 銀牌 |
| 2000年 | 李菊                 | 女子单打 | 銀牌 |
| 2000年 | 劉國梁               | 男子单打 | 銅牌 |
| 2004年 | 王楠，张怡宁         | 女子双打 | 金牌 |
| 2004年 | 陈玘，马琳           | 男子双打 | 金牌 |
| 2004年 | 张怡宁               | 女子单打 | 金牌 |
| 2004年 | 王皓                 | 男子单打 | 銀牌 |
| 2004年 | 牛劍鋒，郭跃         | 女子双打 | 銅牌 |
| 2004年 | 王励勤               | 男子单打 | 銅牌 |
| 2008年 | 郭跃，王楠，张怡宁   | 女子團體 | 金牌 |
| 2008年 | 马琳，王皓，王励勤   | 男子團體 | 金牌 |
| 2008年 | 张怡宁               | 女子单打 | 金牌 |
| 2008年 | 马琳                 | 男子单打 | 金牌 |
| 2008年 | 王楠                 | 女子单打 | 銀牌 |
| 2008年 | 王皓                 | 男子单打 | 銀牌 |
| 2008年 | 王励勤               | 男子单打 | 銅牌 |
| 2008年 | 郭跃                 | 女子单打 | 銅牌 |
| 2012年 | 李曉霞               | 女子单打 | 金牌 |
| 2012年 | 張繼科               | 男子單打 | 金牌 |
| 2012年 | 丁寧，李曉霞，郭躍   | 女子團體 | 金牌 |
| 2012年 | 馬龍，王皓，張繼科   | 男子團體 | 金牌 |
| 2012年 | 王皓                 | 男子单打 | 銀牌 |
| 2012年 | 丁寧                 | 女子单打 | 銀牌 |
| 2016年 | 丁寧                 | 女子单打 | 金牌 |
| 2016年 | 馬龍                 | 男子單打 | 金牌 |
| 2016年 | 丁寧，李曉霞，刘诗雯 | 女子團體 | 金牌 |
| 2016年 | 馬龍，張繼科，许昕   | 男子團體 | 金牌 |
| 2016年 | 張繼科               | 男子单打 | 銀牌 |
| 2016年 | 李曉霞               | 女子单打 | 銀牌 |
| 2020年 | 陈梦                 | 女子单打 | 金牌 |
| 2020年 | 馬龍                 | 男子单打 | 金牌 |
| 2020年 | 陳梦，王曼昱，孙颖莎 | 女子團體 | 金牌 |
| 2020年 | 樊振東，馬龍，许昕   | 男子團體 | 金牌 |
| 2020年 | 孙颖莎               | 女子单打 | 銀牌 |
| 2020年 | 樊振东               | 男子单打 | 銀牌 |
| 2020年 | 许昕，刘诗雯         | 混双     | 銀牌 |
| 2024年 | 陈梦                 | 女子单打 | 金牌 |
| 2024年 | 樊振东               | 男子单打 | 金牌 |
| 2024年 | 孙颖莎、王曼昱、陈梦 | 女子團體 | 金牌 |
| 2024年 | 樊振东、王楚钦、马龙 | 男子團體 | 金牌 |
| 2024年 | 王楚钦，孙颖莎       | 混双     | 金牌 |
| 2024年 | 孙颖莎               | 女子单打 | 銀牌 |

## 影片资料
- 中国乒乓五十年01（页面存档备份，存于）.体育人间.2002年
- 中国乒乓五十年02（页面存档备份，存于）.体育人间.2002年
- 中国乒乓五十年03（页面存档备份，存于）.体育人间.2002年
- 中国乒乓五十年04（页面存档备份，存于）.体育人间.2002年
- 中国乒乓五十年05（页面存档备份，存于）.体育人间.2002年
- 中国乒乓五十年06（页面存档备份，存于）.体育人间.2002年
- 见证乒乓：国球崛起（页面存档备份，存于）.上海频道.档案
- 见证乒乓：球贯东西（页面存档备份，存于）.上海频道.档案
- 见证乒乓：去留之间（页面存档备份，存于）.上海频道.档案